# Visa Waiver Program
     Stany Zjednoczone i ich terytoria
     Państwa i terytoria, których obywatele są zwolnieni z obowiązku posiadania paszpotu przy podróży
     Ruch bezwizowy
     Państwa uczestniczące w Visa Waiver Program
     Ruch bezwizowy z certyfikatem policyjnym
     Państwa, których obywatele są zobowiązani do posiadania wizy

Stany Zjednoczone i ich terytoria
Państwa i terytoria, których obywatele są zwolnieni z obowiązku posiadania paszpotu przy podróży
Ruch bezwizowy
Państwa uczestniczące w Visa Waiver Program
Ruch bezwizowy z certyfikatem policyjnym
Państwa, których obywatele są zobowiązani do posiadania wizy
Stan na rok 2021

Visa Waiver Program – program rządu Stanów Zjednoczonych, który pozwala obywatelom poszczególnych krajów podróżować do Stanów Zjednoczonych w celach turystycznych lub biznesowych na okres do 90 dni bez konieczności uzyskania wizy. Odnosi się do 50 stanów USA, jak również terytoriów USA Portoryko i Wyspy Dziewicze Stanów Zjednoczonych z ograniczonym zastosowaniem do innych obszarów w USA. Kraje objęte tym programem są uważane za rozwinięte i mają bardzo wysoki wskaźnik rozwoju społecznego.

## Wymagania dla obywateli
Aby obywatele danego kraju mogli uczestniczyć w programie VWP, powinni wypełnić specjalny formularz, posiadać ważny indywidualny paszport biometryczny możliwy do odczytania maszynowego oraz bilet powrotny albo dalszy.
Podróż dzieci powinna być odnotowana w paszporcie rodziców. Standardowy wymóg ważności paszportu wynosi 6 miesięcy poza przewidywaną datą wyjazdu ze Stanów Zjednoczonych. USA podpisało umowy z wieloma krajami zezwalające na pominięcie tego wymogu. 
Ponadto pasażerowie, którzy zamierzają skorzystać z programu ruchu bezwizowego, powinni wypełnić formularz I-94W w Internecie przed wyjazdem do Stanów Zjednoczonych. Ten wymóg został ogłoszony 3 czerwca 2008 i ma na celu wzmocnienie bezpieczeństwa USA.
Podróżujący muszą także podróżować z uczestniczącym przewoźnikiem komercyjnym oraz posiadać ważny bilet na powrót. Jeżeli ważność biletu kończy się w Kanadzie, Meksyku, Bermudach lub na Karaibach, podróżny musi mieć legalne miejsce zamieszkania w tym kraju lub terytorium.

## Zakwalifikowane kraje
Aby kwalifikować się do zwolnienia z obowiązku wizowego w ramach programu ruchu bezwizowego, podróżnik starający się o dopuszczenie wjazdu do Stanów Zjednoczonych musi być obywatelem kraju, który został uznany przez Departament Bezpieczeństwa Krajowego Stanów Zjednoczonych (Department of Homeland Security), w porozumieniu z sekretarzem stanu za kraj programu. Stali mieszkańcy wyznaczonych państw, którzy nie są obywatelami wyznaczonego kraju, nie kwalifikują się do zniesienia wiz. Kryteria wyznaczania krajów programu zostały określone ustawach: Immigration and Nationality Act (U.S.C. 1187), Border Security Act, Enhanced Border Security and Visa Entry Reform Act (EBSVERA), m.in. w sekcji 217 INAU. Wymagane jest spełnienie kryteriów bezpieczeństwa i bardzo mała częstość odmawiania wstępu osobom podróżującym „nieimigracyjnie” (mniej niż trzy procent ogólnej liczby podróżujących w poprzednim roku podatkowym tj. od października do września), a także zachowanie zgodności z prawem imigracyjnym Stanów Zjednoczonych.
Uprawnienie do zwolnienia z obowiązku wizowego może być wycofane w każdym czasie. Zazwyczaj to może się zdarzyć, jeśli Stany Zjednoczone uważają, że obywatele danego kraju w większym stopniu niż wcześniej naruszają ograniczenia VWP, takie jak praca bez pozwolenia, lub przekraczających dozwolony okres pobytu w Stanach Zjednoczonych. Dlatego Argentyna została wykluczona z VWP w 2002 roku w związku z kryzysem finansowym w tym kraju i jego potencjalnym wpływem na masową emigrację i bezprawne przekroczenie dozwolonego  czasu pobytu swoich obywateli w Stanach Zjednoczonych w drodze do VWP. Udział Urugwaju w programie został odwołany w 2003 roku z podobnych powodów. Powszechnie uważa się, że obywatele krajów stabilnych politycznie i gospodarczo rzadko podróżują w celu nielegalnego poszukiwania pracy.
Obywatele 42 krajów mają prawo do bezwizowego wjazdu do Stanów Zjednoczonych w ramach programu ruchu bezwizowego:
| Kraj             | Data przyłączenia |
| ---------------- | ----------------- |
| Andora           | 1991-10-01        |
| Australia        | 1996-07-29        |
| Austria          | 1991-10-01        |
| Belgia           | 1991-10-01        |
| Brunei           | 1993-07-29        |
| Chile            | 2014-03-31        |
| Chorwacja        | 2021-10-23        |
| Czechy           | 2008-11-17        |
| Dania            | 1991-10-01        |
| Estonia          | 2008-11-17        |
| Finlandia        | 1991-10-01        |
| Francja          | 1989-07-01        |
| Grecja           | 2010-04-05        |
| Hiszpania        | 1991-10-01        |
| Holandia         | 1989-07-29        |
| Irlandia         | 1995-04-01        |
| Islandia         | 1991-10-01        |
| Izrael           | 2023-10-19        |
| Japonia          | 1988-12-15        |
| Katar            | 2024-11-21        |
| Korea Południowa | 2008-11-17        |
| Liechtenstein    | 1991-10-01        |
| Litwa            | 2008-11-17        |
| Luksemburg       | 1991-10-01        |
| Łotwa            | 2008-11-17        |
| Malta            | 2008-12-30        |
| Monako           | 1991-07-29        |
| Niemcy           | 1989-07-15        |
| Norwegia         | 1991-10-01        |
| Nowa Zelandia    | 1991-10-01        |
| Polska           | 2019-11-11        |
| Portugalia       | 1999-08-09        |
| San Marino       | 1991-10-01        |
| Singapur         | 1999-08-09        |
| Słowacja         | 2008-11-17        |
| Słowenia         | 1997-09-30        |
| Szwajcaria       | 1989-07-01        |
| Szwecja          | 1989-07-15        |
| Tajwan           | 2012-11-01        |
| Węgry            | 2008-11-17        |
| Wielka Brytania  | 1988-07-01        |
| Włochy           | 1989-07-29        |

## Kraje nominowane
Kraje nominowane do statusu w Visa Waiver Program mają status roadmap i kwalifikują się do udziału w postępowaniu. Procedurę nominacji rozpoczyna Departament Bezpieczeństwa Krajowego Stanów Zjednoczonych (Department of Homeland Security), który – w porozumieniu z 
sekretarzem stanu – ocenia wpływ uznania danego kraju za uczestnika VWP na możliwości egzekwowania prawa Stanów Zjednoczonych i na problemy bezpieczeństwa, np. na możliwości egzekwowania przepisów imigracyjnych i dotrzymania warunków istniejących umów ekstradycyjnych. Nie ustalono harmonogramu, jak długo kraj może pozostać na wyznaczonej liście przed zatwierdzeniem lub odrzuceniem z programu.
Od 2005 roku Departament Stanu USA prowadził dyskusje z krajami określanymi jako roadmap, które są zainteresowane przyłączeniem (lub ponownym przyłączeniem) do VWP. Są to:
Europa (2)
- Bułgaria
- Rumunia

Ameryka Południowa (3)
- Argentyna (wcześniejszy członek, 1996-2002)
- Brazylia
- Urugwaj (wcześniejszy członek, 1999-2003)

Azja (1)
- Cypr

## Zacieśnienie kontroli po zamachach paryskich z 2015 roku
W styczniu 2016 roku Stany Zjednoczone zaktualizowały przepisy dotyczące programu Visa Waiver, zobowiązując do posiadania wizy każdą osobę, która posiada podwójne obywatelstwo Iranu, Iraku, Syrii i Sudanu, oraz każdej osoby, która odwiedziła Iran, Irak, Syrię, Sudan, Koreę Północną, Libię, Somalię lub Jemen po 1 marca 2011.